# Jonathan Kerner
Jonathan Kerner (Atlanta, Georgia, 6 de junio de 1974) es un exjugador de baloncesto estadounidense que disputó un partido en la NBA, además de jugar en la CBA, la NBA D-League, la liga rusa, la japonesa y la irlandesa. Con 2,11 metros de estatura, lo hacía en la posición de pívot.

## Trayectoria deportiva

### Universidad
Jugó durante dos temporadas con los Seminoles de la Universidad Estatal de Florida, en las que promedió 1,9 puntos y 1,5 rebotes por partido, para posteriormente ser transferido a los Pirates de la Universidad del Este de Carolina, donde jugó dos temporadas más, en las que promedió 10,9 puntos y 6,6 rebotes por encuentro.

### Profesional
Tras no ser elegido en el Draft de la NBA de 1997, jugó un año en Irlanda para posteriormente regresar a su país para jugar en la CBA, donde disputó tres temporadas, siendo la más destacada la que jugó con los Quad City Thunder en 2001, en la que promedió 10,7 puntos y 8,8 rebotes por partido.
Durante su estancia en la CBA, en enero de 1999 fichó por los Orlando Magic, con los que únicamente disputó un partido en el que no llegó a anotar. En 2001 fichó por el CSKA Moscú de la liga rusa, y al año siguiente por los Columbus Riverdragons de la NBA D-League, donde jugó dos partidos, pasando posteriormente a los Greenville Groove, promediando en total 6,3 puntos y 4,5 rebotes por encuentro. Acabó su carrera jugando un año en Japón.

#### Estadísticas

##### Temporada regular
| Año     | Equipo  | PJ | PT | MPP | %TC  | %3P  | %TL  | RPP | APP | ROB | TPP | PPP |
| ------- | ------- | -- | -- | --- | ---- | ---- | ---- | --- | --- | --- | --- | --- |
| 1998-99 | Orlando | 1  | 0  | 5.0 | .000 | .000 | .000 | .0  | .0  | .0  | .0  | .0  |
| Total   |         | 1  | 0  | 5.0 | .000 | .000 | .000 | .0  | .0  | .0  | .0  | .0  |